# 폰탄카강

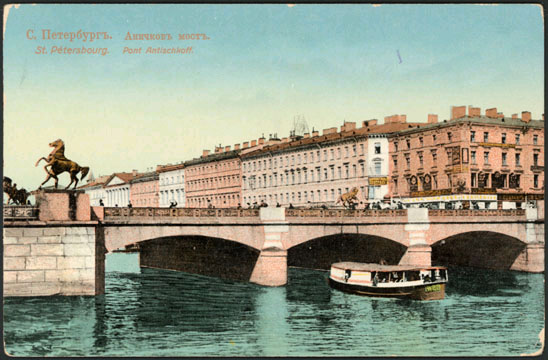
Fontanka near the Anichkov Bridge

폰탄카강(러시아어: Фонтанка)은 상트페테르부르크를 흐르는 네바강의 지류이다. 폰탄카강의 둑은 러시아 귀족의 사유지를 지나고 있다.
폰탄카강은 상트페테르부르크를 흐르는 93개의 강과 수로 가운데 하나에 속한다. 이 강은 "베지먀니 지류"(러시아어: Безымянный ерик)라고 불렸다.

## 같이 보기
- 예기페츠키 다리
- 로모노소프 다리